# Lebo
Lebo és una població dels Estats Units a l'estat de Kansas. Segons el cens del 2000 tenia 961 habitants.

## Demografia
Segons el cens del 2000, Lebo tenia 961 habitants, 371 habitatges, i 271 famílies. La densitat de població era de 374,8 habitants/km².
Dels 371 habitatges en un 35,8% hi vivien nens de menys de 18 anys, en un 60,6% hi vivien parelles casades, en un 7,8% dones solteres, i en un 26,7% no eren unitats familiars. En el 23,2% dels habitatges hi vivien persones soles el 12,1% de les quals corresponia a persones de 65 anys o més que vivien soles. El nombre mitjà de persones vivint en cada habitatge era de 2,59 i el nombre mitjà de persones que vivien en cada família era de 3,04.
Per edats la població es repartia de la següent manera: un 28,6% tenia menys de 18 anys, un 6,6% entre 18 i 24, un 27,2% entre 25 i 44, un 22,7% de 45 a 60 i un 15% 65 anys o més.
L'edat mediana era de 36 anys. Per cada 100 dones de 18 o més anys hi havia 90 homes.
La renda mediana per habitatge era de 39.297 $ i la renda mediana per família de 45.089 $. Els homes tenien una renda mediana de 31.058 $ mentre que les dones 19.821 $. La renda per capita de la població era de 16.532 $. Entorn del 4,6% de les famílies i el 5,2% de la població estaven per davall del llindar de pobresa.

## Poblacions més properes
El següent diagrama mostra les poblacions més properes.